# 尼泊尔王室枪击事件
尼泊尔王室枪击事件是指发生于2001年6月1日晚上，在尼泊尔加德满都的纳拉扬希蒂王宫裡王储狄潘德拉射杀王室成员的事件。事件造成包括王储本人在内的10人死亡，5人受伤。死者中包括尼泊尔国王畢蘭德拉和王后艾西瓦娅。狄潘德拉王储在他父亲去世后成为法律上的尼泊尔国王，不过他在继位后3日仍然伤重不治而驾崩。他的叔叔贾南德拉随后登基成为国王。这次事件间接导致了2008年5月尼泊尔的君主制被废除。

## 事件过程
2001年6月1日，按照尼泊尔悠久的传统，在每个月的第三个星期五（根据尼泊尔的日历），王室成员聚集在纳拉扬希蒂王宫举行宴会。共有24位被邀请的客人，包括王室成员和他们的亲属。
当地时间约19时30分，狄潘德拉王储首次出现在宴会上。20时其他与会者抵达。大约20时30分，畢蘭德拉国王离开他的办公室，并更换衣服后与客人一起加入宴会。
狄潘德拉和客人喝了许多酒，随后喝得醉醺醺的狄潘德拉被他的弟弟尼拉詹王子和堂弟帕拉斯王子送回他的房间。
1小时后，狄潘德拉穿着军装回到宴会，随身还带着HK MP5冲锋枪和M16突击步枪，他首先向天花板和墙开枪，随后向自己的父亲畢蘭德拉国王射击。几秒钟后，狄潘德拉又枪杀了他的姑姑。然后他朝试图阻止自己的叔叔迪兰德拉开枪。后来又枪击了几人。在枪击期间，帕拉斯王子受轻伤，并设法用沙发保护了至少三个王室成员，其中包括两名儿童。
在狄潘德拉的枪击时，他的母亲艾西瓦娅王后来到开枪的房间，迅速离开，想寻求帮助。
狄潘德拉在宫殿的花园中看到了母亲艾西瓦娅王后和他的弟弟尼拉詹王子，并开枪射击了他们两个。他来到一座通往宫殿的小桥上。在那里开枪自杀。
警卫开始救援行动，把伤者送到医院。21时15分国王和王后在医院被宣布死亡。至当日22时，有8人被宣布死亡。
狄潘德拉王储被送往医院后一直处于昏迷中，没有恢复知觉，后于2001年6月4日上午死亡。整个枪击事件发生在15分钟内。

## 受害者

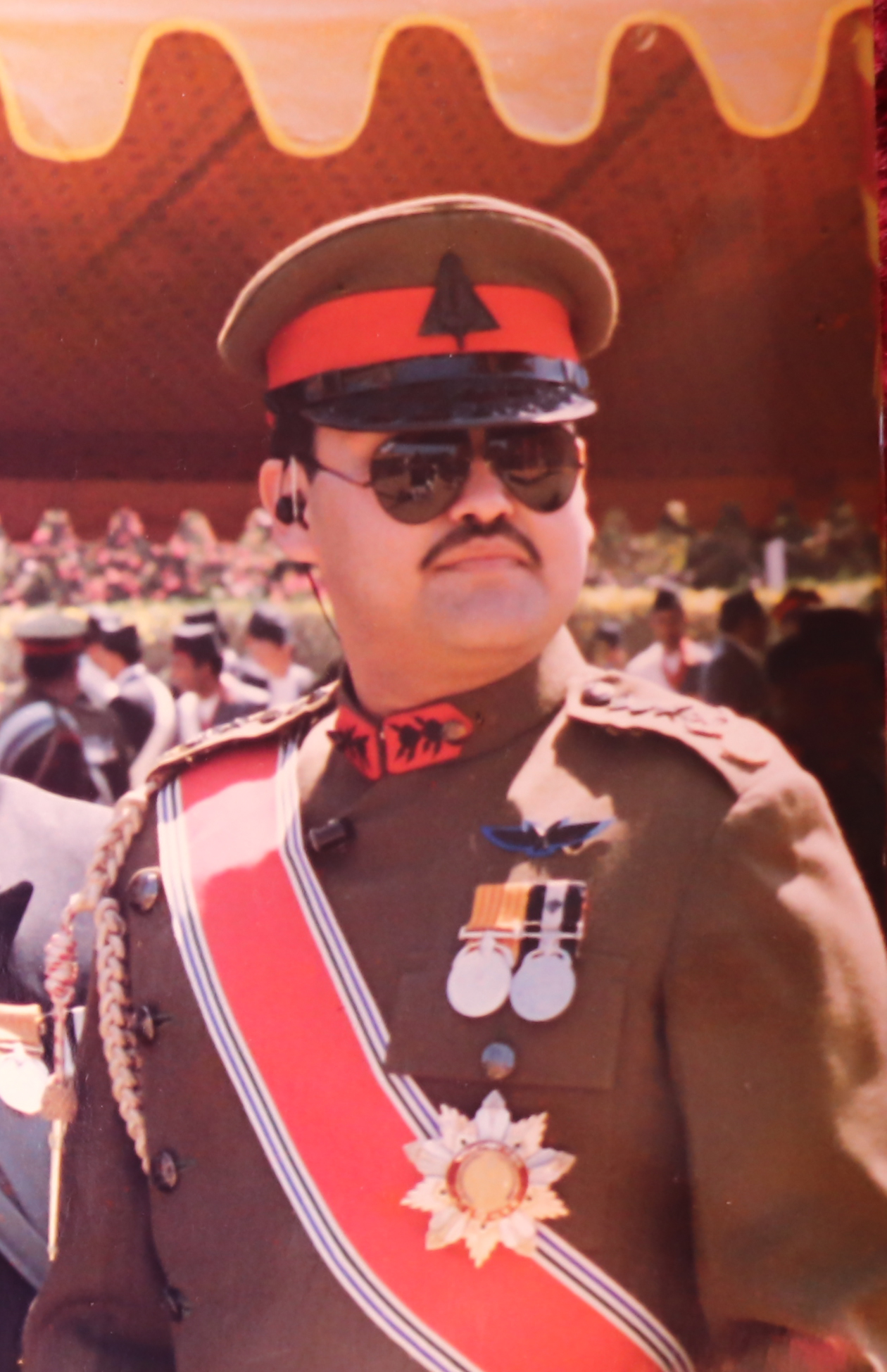
事件的元凶狄潘德拉

### 死者
- 尼泊尔国王畢蘭德拉，父亲
- 尼泊尔王后艾西瓦娅，母亲
- 王储（案件兇手，行兇後因法承襲王位但自殺，三天後傷重不治。）狄潘德拉
- 尼拉詹王子，弟弟
- 施鲁蒂公主（英语：Princess Shruti of Nepal），妹妹
- 迪兰德拉王子（英语：Dhirendra of Nepal），畢蘭德拉国王的弟弟
- 贾扬蒂公主（Jayanti），畢蘭德拉国王的表妹
- 香蒂公主（Shanti Singh），畢蘭德拉国王的妹妹
- 夏拉达公主（Sharada Shah），畢蘭德拉国王的妹妹
- 库马·卡扎（Kumar Khadga），夏拉达公主的丈夫

### 伤者
- 肖芭公主（Shobha Shahi），畢蘭德拉国王的妹妹
- 沙姆谢尔（Kumar Gorakh Shamsher），思鲁提公主的丈夫
- 科穆尔王妃（英语：Queen Komal of Nepal），贾南德拉之王妃，於其夫登基後成為王后。
- 凯塔基公主（Ketaki Chester），畢蘭德拉国王的表妹
- 帕拉斯王子，贾南德拉的长子

## 后续反应及影响
狄潘德拉处于昏迷状态时被立为国王，但他死于2001年6月4日，「统治」仅为期三天。贾南德拉在这三天内被任命为摄政王，狄潘德拉去世后自己登基成为国王。
6月3日，当狄潘德拉仍还活着时，贾南德拉认为枪击事件是自动步枪“擦枪走火”的结果。不过，他后来表示，之所以这样说，是由于“法律和宪法的障碍”，因为根据宪法，狄潘德拉无法被指控犯有谋杀罪。进行全面调查后证实，王储狄潘德拉应为事件负责。
广为流传的一种说法是狄潘德拉王储是因为择偶问题与他的母亲发生争执才开枪行凶的。 狄潘德拉希望与杰维亚尼·拉纳结婚，但由于拉纳的家庭问题国王和王后都不同意这一婚事。
由当时的最高法院首席大法官和众议院议长组成的调查委员会进行了为期一周的调查。调查询问超过百人，其中包括目击者和宫廷官员，警卫和工作人员，证实狄潘德拉进行了这次枪击。批评者和国内外大量尼泊尔人认为官方报告有争议，因为许多事实和证据显示调查小组的报告在许多方面似乎存在矛盾。狄潘德拉的助手表示“他可以为了爱情放弃王位，但他不会做这种事情。”
6月2日被杀的国王，王后和王室成员举行葬礼。死者在加德满都郊区帕舒帕蒂纳特庙被火化。在街上举行了葬礼游行，伴随着深深的悲痛和哀悼的气氛。
2001年6月4日贾南德拉加冕成为新国王，愤怒的尼泊尔人民走上加德满都的街头。示威发展为暴乱，数千名示威者使城市的运作陷于瘫痪。防暴警察使用警棍和催泪瓦斯以恢复秩序。街道上有巡逻并开始宵禁。冲突导致两人死亡，至少19人受伤。成千上万的人到王宫表达对新国王的不满。人群高呼：“狄潘德拉是无辜的”，“惩治真正的凶手”，“我们不希望贾南德拉当国王”。
王室枪击事件是尼泊尔君主制度废除的开始。新国王贾南德拉和其王储帕拉斯从一开始就没有受到臣民的拥戴。继位后贾南德拉宣布全国进入紧急状态，实行军法统治，并推翻他的兄长畢蘭德拉在1990年推行的君主立宪制度。2005年2月，他解散议会，并宣布在全国实施戒严，而后自行组阁，直接控制国家。2006年的示威游行迫使贾南德拉放弃权力，尼泊尔国王成为象征元首。2008年制宪大会正式宣布废除君主制，建立联邦制共和国。贾南德拉离开纳拉扬希蒂王宫，这里后来成为了博物馆。

## 阴谋论
许多尼泊尔人对官方报告称当时的王储狄潘德拉是凶手都持怀疑态度。畢蘭德拉国王和他的儿子狄潘德拉深受尼泊尔人民的尊敬和爱戴。有人认为贾南德拉和印度情报机构共同策划了这次事件。
随后，尼泊尔共产党（毛泽东主义）主席普拉昌达在公众集会中声称事件是由印度调查分析局或美国中央情报局策划的。持这些想法的人声称，贾南德拉为了王位与他们合作。他要继承王位必须在他的侄子狄潘德拉和尼拉詹都被淘汰的情况下。此外，贾南德拉国王的儿子帕拉斯非常不受公众欢迎。在枪击事件那天，贾南德拉在其他地方度假，而其他王室成员出席了晚宴。他的妻子科穆尔，儿子帕拉斯和女儿普雷拉纳都在发生枪击的房间。虽然畢蘭德拉国王整个家庭都被杀，但是贾南德拉的家庭之中却没有人死亡：他的儿子受轻伤逃脱，他的妻子遭受了枪伤，但幸免于难。
尽管两名幸存者在英国广播公司（BBC）的纪录片中已公开证实了狄潘德拉是枪击事件的元凶，但尼泊尔许多人仍然认为它是一个谜。通过起义废除君主制后，已经有几个人出书反驳官方的报告。